# Hibbertia arcuata
Hibbertia arcuata är en tvåhjärtbladig växtart som beskrevs av Judith Roderick Wheeler. Hibbertia arcuata ingår i släktet Hibbertia och familjen Dilleniaceae. Inga underarter finns listade i Catalogue of Life.